# Czerwoni Chatky
Czerwoni Chatky (ukr. Червоні Хатки) – wieś na Ukrainie, w obwodzie żytomierskim, w rejonie żytomierskim, w hromadzie Romanów. W 2001 roku liczyła 361 mieszkańców.